# Manuela Machado
Manuela Machado OIH • GCM (Viana do Castelo, 9 de agosto de 1963), uma das melhores atletas da Maratona portuguesas. Foi vencedora da Medalha Olímpica Nobre Guedes em 1995.

## Biografia
Manuela Machado iniciou a sua carreira aos 18 anos, em Viana do Castelo, no clube denominado Montinho Meadela (entre 1982 e 1983).
Representou sempre o Sporting Clube de Braga entre 1987 e 2000, excepto na época de 1997/1998 quando representou o Sporting. A atleta participou 13 vezes na Taça dos Clubes Campeões Europeus de Corta-mato, onde se sagrou, precisamente as 13 vezes, campeã da Europa por equipas. Participou também 13 vezes na Taça dos Clubes Campeões Europeus de Estrada, onde, mais uma vez, foi campeã da Europa, sendo que 4 delas foi campeã individual de 15 km.
Em 1998 foi eleita a melhor atleta ibero-americana, tendo recebido a taça no palácio de Espanha dada pelo rei Juan Carlos. Manuela Machado foi diversas vezes condecorada pelo governo português: a 9 de Junho de 1995 foi feita Oficial da Ordem do Infante D. Henrique e a 6 de Outubro de 1998 foi feita Grã-Cruz da Ordem do Mérito.

## Recordes Pessoais
- 1 500 metros: 4.24,0 (1991)
- 5 000 metros: 15.55,09 (Viseu - 1995)
- 10 000 metros: 32.09,1 (Braga - 1993)
- Maratona: 2.25.09 (Londres - 1999)

## Campeonatos Nacionais
- 1 Campeonato Nacional Maratona (1993)

## Jogos Olímpicos
- (1992 - Barcelona) Maratona (7º lugar)
- (1996 - Atlanta)  Maratona (7º lugar)
- (2000 - Sydney) Maratona (21º lugar)

## Campeonatos do Mundo
- (1991 - Tóquio) Maratona (7º lugar)
- (1993 - Estugarda) Maratona (Medalha de prata)
- (1995 - Gotemburgo) Maratona (Medalha de ouro)
- (1997 - Atenas) Maratona (Medalha de prata)
- (1999 - Sevilha) Maratona (7º lugar)

## Campeonatos da Europa
- (1990 - Split) Maratona (10º lugar)
- (1994 - Helsínquia) Maratona (Medalha de ouro)
- (1998 - Budapeste) Maratona (Medalha de ouro)